# Comutație de circuite
Comutație de circuite (în engleză: circuit switching), numită și comutație sincronă, este o tehnologie de telecomunicații care asigură pentru fiecare comunicație un debit constant, prin asocierea de canale temporale prin care informația circulă periodic. Spre deosebire de tehnica de comutație de pachete (packet switching), în rețelele cu comutație de circuite traseul de conexiune este fix pe durata comunicației și este alocat exclusiv pentru o comunicație.
O proprietate importantă a metodei comutației de circuite este necesitatea de inițializare a conexiunii, adică de a stabili o cale de la un capăt la altul înainte ca informațiile să poată fi transmise. În cazul telefoniei, intervalul de timp dintre momentul formării numărului și până se aude sunând telefonul poate dura chiar și zece secunde (de exemplu în cazul convorbirilor internaționale). Însă ca o consecință a canalului rezervat, odată ce conexiunea a fost stabilită, singurele întârzieri sunt date de durata de propagare a informației de la un capăt la altul, fără să apară intermitențe sau congestii.
În ciuda numelui, „comutația pe circuit virtual” este în realitate o tehnologie de comutație de pachete (asincronă), dar care păstrează anumite caracteristici ale comutației sincrone, în sensul că se realizează o inițializare a sesiunii înainte de transferul propriu-zis și că blocurile de informație (pachetele) sunt transmise în ordine.